# Temporada 1993-94 de Los Angeles Lakers
La temporada 1993-94 fue la cuadragésimo sexta de los Lakers en la NBA, y la trigésimo cuarta en su ubicación en Los Ángeles, California. La temporada regular acabaron con 33 victorias y 49 derrotas, ocupando el noveno puesto de la Conferencia Oeste, no logrando clasificarse para los playoffs. Entre la Temporada 1976-77 y la 2003-2004 fue la única temporada en la que no se clasificaron para disputar el campeonato.

## Elecciones en elDraft
| Ronda | Puesto | Jugador       | Posición | Nacionalidad   | Universidad/Club |
| ----- | ------ | ------------- | -------- | -------------- | ---------------- |
| 1     | 12     | George Lynch  | Alero    | Estados Unidos | North Carolina   |
| 2     | 37     | Nick Van Exel | Base     | Estados Unidos | Cincinnati       |

## Temporada regular
| División Pacífico        | División Pacífico | División Pacífico | División Pacífico | División Pacífico | División Pacífico | División Pacífico | División Pacífico | División Pacífico |
| Equipo                   | G                 | P                 | %                 | PD                | Casa              | Fuera             | Div               |                   |
| ------------------------ | ----------------- | ----------------- | ----------------- | ----------------- | ----------------- | ----------------- | ----------------- | ----------------- |
| y-Seattle SuperSonics    | 63                | 19                | .768              | —                 | 37–4              | 26–15             | 25–5              |                   |
| x-Phoenix Suns           | 56                | 26                | .683              | 7                 | 36–5              | 20–21             | 19–11             |                   |
| x-Golden State Warriors  | 50                | 32                | .610              | 13                | 29–12             | 21–20             | 19–11             |                   |
| x-Portland Trail Blazers | 47                | 35                | .573              | 16                | 30–11             | 17–24             | 17–13             |                   |
| Los Angeles Lakers       | 33                | 49                | .402              | 30                | 21–20             | 12–29             | 7–23              |                   |
| Sacramento Kings         | 28                | 54                | .341              | 35                | 20–21             | 8–33              | 9–21              |                   |
| Los Angeles Clippers     | 27                | 55                | .329              | 36                | 17–24             | 10–31             | 9–21              |                   |

## Estadísticas

### Temporada regular
| Rk | Jugador        | Edad | P  | PT | MP   | TC  | TCI  | %TC  | T3  | T3I | %T3  | TL  | TLI | %TL  | RO  | RD  | RT   | AS  | RB  | TAP | BP  | FP  | PTS  |
| -- | -------------- | ---- | -- | -- | ---- | --- | ---- | ---- | --- | --- | ---- | --- | --- | ---- | --- | --- | ---- | --- | --- | --- | --- | --- | ---- |
| 1  | Vlade Divac    | 25   | 79 | 73 | 34.0 | 5.7 | 11.3 | .506 | 0.1 | 0.6 | .191 | 2.6 | 3.8 | .686 | 3.6 | 7.2 | 10.8 | 3.9 | 1.2 | 1.4 | 2.4 | 3.6 | 14.2 |
| 2  | Nick Van Exel  | 22   | 81 | 80 | 33.3 | 5.1 | 13.0 | .394 | 1.5 | 4.5 | .338 | 1.9 | 2.4 | .781 | 0.6 | 2.4 | 2.9  | 5.8 | 1.0 | 0.1 | 1.8 | 1.9 | 13.6 |
| 3  | Anthony Peeler | 24   | 30 | 30 | 30.8 | 5.9 | 13.6 | .430 | 0.5 | 2.1 | .222 | 1.9 | 2.4 | .803 | 1.6 | 2.0 | 3.6  | 3.1 | 1.4 | 0.3 | 2.0 | 3.1 | 14.1 |
| 4  | Elden Campbell | 25   | 76 | 74 | 29.6 | 4.9 | 10.6 | .462 | 0.0 | 0.0 | .000 | 2.5 | 3.6 | .689 | 2.2 | 4.6 | 6.8  | 1.1 | 0.8 | 1.9 | 1.3 | 3.2 | 12.3 |
| 5  | Sedale Threatt | 32   | 81 | 20 | 28.1 | 5.1 | 10.5 | .482 | 0.1 | 0.4 | .152 | 1.7 | 1.9 | .890 | 0.3 | 1.5 | 1.9  | 4.2 | 1.4 | 0.2 | 1.3 | 2.3 | 11.9 |
| 6  | Trevor Wilson  | 25   | 5  | 4  | 25.2 | 3.8 | 7.8  | .487 | 0.0 | 0.0 |      | 2.6 | 5.0 | .520 | 2.4 | 3.2 | 5.6  | 2.4 | 1.0 | 0.2 | 1.2 | 3.4 | 10.2 |
| 7  | George Lynch   | 23   | 71 | 46 | 24.8 | 4.1 | 8.1  | .508 | 0.0 | 0.1 | .000 | 1.4 | 2.3 | .596 | 3.1 | 2.7 | 5.8  | 1.4 | 1.4 | 0.4 | 1.2 | 2.5 | 9.6  |
| 8  | Doug Christie  | 23   | 65 | 34 | 23.3 | 3.8 | 8.6  | .434 | 0.6 | 1.8 | .328 | 2.2 | 3.2 | .697 | 1.4 | 2.2 | 3.6  | 2.1 | 1.4 | 0.4 | 2.2 | 2.9 | 10.3 |
| 9  | Sam Bowie      | 32   | 25 | 7  | 22.2 | 3.0 | 6.9  | .436 | 0.0 | 0.2 | .250 | 2.9 | 3.3 | .867 | 1.1 | 4.2 | 5.2  | 1.9 | 0.2 | 1.1 | 1.7 | 2.6 | 8.9  |
| 10 | Tony Smith     | 25   | 73 | 31 | 22.2 | 3.7 | 8.5  | .441 | 0.2 | 0.7 | .320 | 1.2 | 1.6 | .714 | 1.5 | 1.2 | 2.7  | 2.0 | 0.8 | 0.2 | 1.0 | 1.8 | 8.8  |
| 11 | James Worthy   | 32   | 80 | 2  | 20.0 | 4.3 | 10.5 | .406 | 0.4 | 1.4 | .288 | 1.3 | 1.7 | .741 | 0.6 | 1.7 | 2.3  | 1.9 | 0.6 | 0.2 | 1.2 | 1.0 | 10.2 |
| 12 | Kurt Rambis    | 35   | 50 | 1  | 12.7 | 1.2 | 2.3  | .518 | 0.0 | 0.0 | .000 | 0.9 | 1.4 | .648 | 1.7 | 2.1 | 3.8  | 0.6 | 0.4 | 0.5 | 0.5 | 1.8 | 3.3  |
| 13 | Reggie Jordan  | 26   | 23 | 0  | 11.3 | 1.9 | 4.5  | .427 | 0.1 | 0.2 | .500 | 1.5 | 2.2 | .686 | 2.0 | 0.9 | 2.9  | 1.1 | 0.6 | 0.2 | 0.6 | 1.1 | 5.4  |
| 14 | James Edwards  | 38   | 45 | 2  | 10.4 | 1.7 | 3.7  | .464 | 0.0 | 0.0 |      | 1.2 | 1.8 | .684 | 0.2 | 1.2 | 1.4  | 0.5 | 0.1 | 0.1 | 0.7 | 2.0 | 4.7  |
| 15 | Danny Schayes  | 34   | 13 | 0  | 10.2 | 1.1 | 2.9  | .368 | 0.0 | 0.0 |      | 0.6 | 0.8 | .800 | 1.2 | 1.5 | 2.6  | 0.6 | 0.4 | 0.2 | 0.7 | 1.4 | 2.8  |
| 16 | Antonio Harvey | 23   | 27 | 6  | 9.1  | 1.1 | 2.9  | .367 | 0.0 | 0.0 |      | 0.4 | 1.0 | .462 | 1.0 | 1.2 | 2.2  | 0.2 | 0.3 | 0.7 | 0.6 | 1.4 | 2.6  |

## Galardones y récords
| Jugador       | Galardón                                |
| Nick Van Exel | 2.º Mejor quinteto de rookies de la NBA |